# Xã Dublin, Quận Mercer, Ohio
Xã Dublin (tiếng Anh: Dublin Township) là một xã thuộc quận Mercer, tiểu bang Ohio, Hoa Kỳ. Năm 2010, dân số của xã này là 2.138 người.